# Macrodactylus sericeicollis
Macrodactylus sericeicollis är en skalbaggsart som beskrevs av Bates 1887. Macrodactylus sericeicollis ingår i släktet Macrodactylus och familjen Melolonthidae. Inga underarter finns listade i Catalogue of Life.